# Lordan Zafranović
Lordan Zafranović (Maslinica, Šolta, 11. veljače 1944.) je hrvatski redatelj i scenarist. Najviše je poznat po filmu Okupacija u 26 slika za koji je bio nominiran za Zlatnu palmu. Otac je majstoru borilačkih vještina Ivanu Zafranoviću. 

## Životopis
Završio je Pomorsku školu, a potom diplomirao književnost i likovne umjetnosti na Pedagoškoj akademiji u Splitu. Od 1960. aktivan je član Kino klub Split, gdje snimi 25 amaterskih filmova, od kojih su nagrađeni Nedjelja (1961), Dnevnik (1963), Priča (1964), Arija (1964), Dah (1964), Koncert (1965)), Kišno/Nevina subota (1965), Portreti / u prolazu (1966), Noć i poslije noći noć (1968). Godine 1966. dobio je najviši stupanj priznanja u internacionalnom amaterskom filmu, proglašen je međunarodnim majstorom amaterskog filma. Od 1965. godine prelazi u Zagreb i radi kao mladi profesionalac u Filmskom autorskom studiu FAS Zagreb. Filmsku režiju diplomirao je na Filmskoj akademiji FAMU u Pragu 1971. godine u klasi 'oskarovca' Elmara Klosa. Magistar je režije. Od 1971. godine ponovo živi i stvara u Zagrebu. Godine 1991. odlazi u Pariz gdje živi do kraja 1994. u Beču provodi 1992, a 1995. se nastanio u Pragu. 

## Filmografija

#### Amaterski filmovi:Kino klub Split
- Nedelja (1961)
- Dječak i more (1962)
- Splite grade (1962)
- Proizvođac Ranko (1962)
- Priča (1963)
- Dnevnik (1964)
- Dah (1964)
- Arija (1965)
- Noć i poslije noći, noć (1965)
- Koncert (1965)
- Kišno (Nevina subota) (1965)
- Sunčano (1965)
- Maestral (1967)

#### Studentski filmovi pri FAMU
- Rondo (1968)
- Gospođa čistačica (1969)
- Posljedjna vrpca (1970)

#### Profesionalni filmovi
- Živjela mladost (Dnevnik 2) (1965)
- Portreti (u prolazu) (1966)
- Mali vagabund (1966)
- Dragi Džoni kradeju ti zlato (1966)
- Dan i noć (Pjaca) (1966)
- Gornji grad (1966)
- Kavalkada (tri filma) (1967)
- Djevojka X (1967)
- Ljudi (u prolazu) (1967)
- Poslije podne (puška) (1967)
- Nedjelja (1969.)
- Valcer (moj prvi ples) (1970)
- Ave Marija (moje prvo pijanstvo) (1971)
- Antika (1971)
- Mora (1972)
- Predgrađe (Ibisa) (1972)
- Ubistvo u noćnom vozu (1973)
- Zavnoh (1973)
- Kronika jednog zločina (1973.)
- Rad zida grad; 1974)
- San (de natura sonoris); 1975)
- Muke po Mati (1975.)
- Zagrebački velesajam; 1976)
- Film o gostima i radnicima; 1977)
- Okupacija u 26 slika (1978.) Velika zlatna arena za najbolji film
- Slobodna interpretacija; 1979)
- Zagreb živi s Titom; 1980)
- Pad Italije (1981.) Velika zlatna arena za najbolji film
- Zavičaj (Vladimir Nazor); 1982)
- Ujed anđela (1984.)
- Krv i pepeo Jasenovca; 1985)
- Večernja zvona (1986.) Zlatna arena za režiju
- Mare adriaticum (1986)
- Amorella (1987)
- Haloa – Praznik kurvi (1988.)
- Zalazak stoljeća/Testament L. Z. (1994.)
- Lacrimosa/osveta je moja (1995.)
- Kdo je M.Š.; 2000)
- Lica terakota; 2003)
- Oči Pekinga; 2003)
- Simfonija nebeskog grada; 2003)
- Tito – posljednji svjedoci testamenta: 1. Proslov (2011)
- Tito – posljednji svjedoci testamenta: 2. Ilegala (2011)
- Tito – posljednji svjedoci testamenta: 3. Praskozorje (2011)
- Tito – posljednji svjedoci testamenta: 4. Ustanak (2011)
- Tito – posljednji svjedoci testamenta: 5. Patnja i nada (2011)
- Tito – posljednji svjedoci testamenta: 6. Borba (2011)
- Tito – posljednji svjedoci testamenta: 7. Stvaranje (2011)
- Tito – posljednji svjedoci testamenta: 8. Pobjeda i odmazda (2011)
- Tito – posljednji svjedoci testamenta: 9. Conquest (2011)
- Tito – posljednji svjedoci testamenta: 10. Procvat (2011)
- Tito – posljednji svjedoci testamenta: 11. 777 sedmica (2011)
- Tito – posljednji svjedoci testamenta: 12. Razdor (2011)
- Tito – posljednji svjedoci testamenta: 13. Smrt (2011)
- Zeitgeist (Duh vremena) (2018)

#### Pripremljeni filmovi
- Karuso
- Moć Ljubavi
- Djeca Kozare
- Miss Sarajevo
- Sestre
- Posljednja priča stoljeća (Ostrvo Balkan)
- Bizarno

#### Ostalo
- "Velikani hrvatskog glumišta" kao sudionik dokumentarnog serijala (2018.)
- "Libar Miljenka Smoje oli ča je život vengo fantažija" kao sudionik dokumentarnog serijala (2012.)
- "Neka ostane među nama" kao plesač (2010.)

## Vanjske poveznice
- Lordan Zafranović na IMdB